# Liste der Schriften von Wilfried Schreiber
Die Liste der Schriften von Wilfried Schreiber ist ein Verzeichnis, geordnet nach Zweckbestimmung und Entstehungszeit, gestützt auf mehrere Quellen:
- (DNB) = Schriften von Wilfried Schreiber im Katalog der Deutschen Nationalbibliothek
- (SLUB) =  Schriften von Wilfried Schreiber im Katalog der Sächsische Landesbibliothek — Staats- und Universitätsbibliothek (SLUB) Dresden.
- (SÄBI) =Schriften von Wilfried Schreiber in der Sächsischen Bibliografie – SAXORUM Sächsische Landeskunde digital.
- Schriftenreihe DSS-Arbeitspapiere, Heft 100[1][2] und 115.[3]
- Schriftgut, Nachlass von Wilfried Schreiber, Stand 2019, Bundesarchiv N 2815.

## Schriften zur Sicherheitspolitik

### Beiträge im „WeltTrends“-Verlag (2007–2019)
- (SLUB) Mit Anderen: Analyse: Zukunft der Europäischen Union. In: WeltTrends, Nr. 155, Potsdam 2019, ISSN 0944-8101, S. 56–61.
- (SLUB) Mit Rainer Böhme: Russlands Doppelstrategie. Dialog und Abschreckung aus der Sicht Russlands. In: WeltTrends, Nr. 154, Potsdam 2019, August, S. 26–31.
- (SLUB) Mit Anderen – Studiengruppe Entmilitarisierung der Sicherheit (SES): Entmilitarisierung der Sicherheit! Für eine neue kontinentale Friedensordnung Europas. (Thesen). In: WeltTrends, Nr. 151, Potsdam 2019, S. 46–50.
- Jenseits der Konfrontation! Für eine Neugestaltung der Beziehungen zwischen der EU und Russland. In: Texte vom Potsdamer Außenpolitischen Dialog 2018. (Hrsg.) Raimund Krämer, Potsdam 2018.
- PESCO und die westeuropäische Rüstungskooperation. In: WeltTrends, Nr. 139, Potsdam 2018, Mai, S. 36–42.
- (DNB) Zur internationalen Dimension der Neuausrichtung der Bundeswehr. Ansätze für eine alternative Sicherheitspolitik. Thesen. In: Zwischen Tradition und Neuausrichtung. Kritische Positionen zu Bundeswehr und deutscher Sicherheitspolitik. (Hrsg.) Lutz Kleinwächter: Entmilitarisierung 21, Nr. 2, Potsdam 2018, S. 91–101.
- (SLUB) Weißbuch der Bundesregierung 2016. Grundsatzdokument mit geopolitischem Anspruch. In: Sicherheitsdoktrinen eurasischer Mächte. (Hrsg.) WeltTrends e. V./ Freundeskreis der Zeitschrift: Multipolar – Zeitschrift für kritische Sicherheitsforschung. Nr. 2, Potsdam 2017, ISSN 2511-6363, S. 5–18.
- (SLUB) Mit Anderen: Die europäische Integration und die Linke. In: WeltTrends, Nr. 130, Potsdam 2017, August, S. 44–49.
- (SLUB) Russland – Feind oder Partner? In: WeltTrends, Nr. 120, Potsdam 2016, Oktober, S. 27–30.
- (SLUB) Friedensfähigkeit des Kapitalismus und asymmetrische Kriege. Zwei Seiten einer Medaille. In: Staatsmonopolistischer Kapitalismus: ideologischer Kampfbegriff oder Ansatz zur Analyse des modernen Kapitalismus? Friedensfähigkeit des Kapitalismus und asymmetrische Kriege. Potsdam 2016, S. 219–244.
- (SLUB) Mehr Verantwortung – wofür und womit? In: Forum: Deutsche Außenpolitik kontrovers. WeltTrends, Nr. 99, Potsdam 2014, November/Dezember, S. 113–119.
- (DNB) Neues Denken in der NVA. Zur Auseinandersetzung um eine neue sicherheitspolitische Konzeption in der zweiten Hälfte der 1980er Jahre. In: Neues Denken in der DDR : Konzepte zur Sicherheit in Europa in den 1980er Jahren. (Hrsg.) Erhard Crome / Lutz Kleinwächter: Potsdamer Textbücher, Band 25, Potsdam 2014, S. 139–200.
- (DNB) Neues NATO-Konzept und neuer NATO-Krieg. Wie mit der NATO umgehen? In: Gemeinsame europäische Sicherheit : Konzepte für das 21. Jahrhundert. (Hrsg.) Erhard Crome / Lutz Kleinwächter: Potsdamer Textbücher, Band 15, Potsdam 2012, S. 95–120.
- Deutsche Sicherheitspolitik und nationale Interessen. In: WeltTrends, Nr. 55, Potsdam 2007, November, S. 103–110. Auch in: (Hrsg.) Lutz Kleinwächter / Raimund Krämer: Militärmacht Deutschland? Zur aktuellen Debatte um Auslandseinsätze. In: WeltTrends-Papiere, Nr. 5, Potsdam 2007, S. 33–40.

### Beiträge für die „DGKSP-Diskussionspapiere“ (2019–2024)
- (SLUB) Mit Rainer Böhme: Global Governance im Diskurs (XVII–XVIII, XIX, XXI–XXII). Vorbemerkungen und Kommentare zum Thema in Ausgaben der DGKSP-Diskussionspapiere, Nr. 34–35, 39–41, Dresden 2024, ISSN 2627-3470. (slub.qucosa.de)
- (SLUB) Mit Rainer Böhme: Global Governance im Diskurs (XVI). Vorbemerkungen und Kommentare (Sammelband zum Thema Global Governance I–XV). In: DGKSP-Diskussionspapiere, Nr. 33, Dresden 2023, Mai, ISSN 2627-3470. 82 S. (slub.qucosa.de)
- (SLUB) Vollzieht auch Russland eine geostrategische Neuorientierung in der Pazifik-Region? In: DGKSP-Diskussionspapiere, Nr. 11, Dresden 2020, Dezember, ISSN 2627-3470, S. 5–9. urn:nbn:de:bsz:14-qucosa2-744265
- (SLUB) Hat Russland eine neue Nukleardoktrin? In: DGKSP-Diskussionspapiere, Nr. 8, Dresden 2020, Juni, ISSN 2627-3470, S. 5–10. urn:nbn:de:bsz:14-qucosa2-710566
- (SLUB) Chinas Weißbuch 2019 zur Militärstrategie und die KP Chinas. Kommentar. In: DGKSP-Diskussionspapiere, Nr. 7, Dresden 2020, Februar, ISSN 2627-3470, S. 4–8. urn:nbn:de:bsz:14-qucosa2-376674
- (SLUB) Mit Rainer Böhme: Dialog und Abschreckung versus Entmilitarisierung. Kommentar. In: DGKSP-Diskussionspapiere, Nr. 4, Dresden 2019, Oktober, S. 4–9. urn:nbn:de:bsz:14-qucosa2-358443

### Beiträge für die „DSS-Arbeitspapiere“ (2004–2015)
- (SLUB) 25 Jahre Symbiose von Friedensforschung und Friedensbewegung. In: DSS-Arbeitspapiere, Heft 115, Dresden 2015, ISSN 1436-6010,S. 142–145. urn:nbn:de:bsz:14-qucosa2-321465
- (DNB) (SLUB) Bundeswehr und neue deutsche Außenpolitik. In: DSS-Arbeitspapiere, Heft 111, Dresden 2014, S. 18–41. urn:nbn:de:bsz:14-qucosa2-340252
- (SLUB) Zur internationalen Dimension der Neuausrichtung der Bundeswehr. Ansätze für eine alternative Sicherheitspolitik. In: DSS-Arbeitspapiere, Dresden 2013, Heft 107, S. 58–68. urn:nbn:de:bsz:14-qucosa2-324662
- (SLUB) Vorbemerkung. Moderation zum Podium am 1. September 2008. In: DSS-Arbeitspapiere, Heft 91, Dresden 2008, S. 4–6.
- Von einer Militärdoktrin der Abschreckung zu Leitsätzen entmilitarisierter Sicherheit (1987–1990). Ein Zeitzeugenbericht. In: DSS-Arbeitspapiere, Heft 86, Dresden 2007, 114 S. urn:nbn:de:bsz:14-qucosa2-340248
- (SLUB) Als Offizier und Wissenschaftler der NVA im deutsch-deutschen sicherheitspolitischen Dialog 1987–1990. Ein Zeitzeugenbericht. In: DSS-Arbeitspapiere, Heft 75, Dresden 2005, 129 S. urn:nbn:de:bsz:14-qucosa2-340232
- (SLUB) Die Botschaft der Akademie wurde gehört – Eine Erinnerung. In: Gemeinsame Sicherheit – ein schwieriger Lernprozess. Prof. Dr. Rolf Lehmann zum 70. Geburtstag. DSS-Arbeitspapiere, Heft 70, Dresden 2004, S. 36–51. urn:nbn:de:bsz:14-qucosa2-340207

### Beiträge für die „Rosa-Luxemburg-Stiftung“ (2016)
- Friedensforschung in der DDR (Kurzstudie). In: Erhard Crome (Hrsg.): Friedensforschung in Deutschland. Anforderungen an eine «kritische Friedensforschung». Materialien Nr. 18 der Rosa-Luxemburg-Stiftung, Berlin 2016, 58 S.; hier S. 44–53. (rosalux.de)

### Beiträge für das Berliner Europa-Forum (1991–1996)
- Aufrüstung vor Rüstungskontrolle – Amerikanische Raketenabwehrpolitik während der Clinton-Administration. In: Berliner Europa Forum, Berlin 5 (?) (1996) 4, S. 37–40.
- Bündnis im Wandel – Eindrücke von einem sicherheitspolitischen Seminar in Belgien. In: Berliner Europa Forum, Berlin 1(1992)11/12, S. 24–27.
- Besuch im Oberkommando der WGT in Wünsdorf. In: Berliner Europa Forum, Berlin o. Jg. (1991) 6 o. 7 (prüfen) (Manuskript vom 20. April 1991).
- Der Abzug der sowjetischen Truppen aus dem Osten der BRD – Aufgaben für die deutsche Politik und Wirtschaft. In: Berliner Europa Forum, Berlin o. Jg. (1991) 5.o.6 (prüfen) (Manuskript vom 17. März 1991).
- Zur Perspektive des KSZE-Prozesses aus sowjetischer Sicht. In: Berliner Europa Forum, Berlin o. Jg. (1991) 4, S. (prüfen) (Bericht über Diskussionsveranstaltung mit Prof. Daschitschew, IMEMO Moskau) (Manuskript vom 21. Februar 1991).
- Das Dilemma der militärischen Lösung und die Verantwortung der Europäer. In: Berliner Europa Forum, Berlin o. Jg. (1991)2, S. 1–4.
- Zur sicherheitspolitischen Bedeutung des gegenwärtigen Golfkonflikts für Europa. In: Berliner Europa Forum, Berlin o. Jg. (1991) 1, S. 1–5.
- Der Krieg am Golf und die Konflikte in der Welt. In: Neues Deutschland, 22. Januar 1991, S. 5.

### Beiträge für die Zeitschriften „IPW-Berichte“ und „Einheit“ (1975–1989)
- Aggressivität und Friedensfähigkeit des heutigen Imperialismus. Gespräch von Wissenschaftlern in der Redaktion der IPW-Berichte am 6. Juli 1988. In: IPW-Berichte, Nr. 9, Berlin 1989, ISSN 0046-970X, S. 11–19.
- Sicherheit und friedliche Koexistenz. Rezension. In: Einheit, Nr. 7, Berlin 1989, ISSN 0013-2659, S. 681–683.
- Zur NATO-Militärdoktrin – bedrohliche Tendenzen überwiegen. In: IPW-Berichte, Nr. 3, Berlin 1989, ISSN 0046-970X, S. 1–8.
- Weltraumrüstung: Strategie – Widersprüche – Alternativen. Rezension. In: Einheit, Nr. 6, Berlin 1987, ISSN 0013-2659, S. 174–575.
- Über SDI als existenzielle Bedrohung der Menschheit. In: Einheit, Nr. 12, Berlin 1986, ISSN 0013-2659, S. 133–1137.
- Bürgerliche Staats- und Demokratiekonzeptionen von CDU/CSU und rechter Sozialdemokratie. In: IPW-Berichte, Heft 7, Berlin 1975, Juli, ISSN 0046-970X, S. 20–29.

## Schriften zur Militärdoktrin und NVA (1987–1991)
- Gedanken beim Flaggenwechsel. In: Offiziersbrief, Nr. 23. Männerarbeit der Evangelischen Kirche in Deutschland, Frankfurt am Main 1991, März, S. 32–33.
- Streitkräfte und europäische Sicherheit. Der sicherheitspolitische Status eines geeinten Deutschlands. Thesen. In: „… geht nicht allein die Deutschen an“. Die deutsche Einheit als europäische Frage. Dokumentation einer Tagung der Evangelischen Akademie Loccum vom 28. bis 30. September 1990. Loccumer Protokolle, Nr. 54, Rehburg-Loccum 1990, S. 179–183.
- Sicherheitspolitischer und militärischer Strukturwandel in Deutschland – Plädoyer für eine Entmilitarisierung Europas. In: Europa im Umbruch – Deutschlands Bewährung. Bremer Beiträge zur Militär- und Sicherheitspolitik, Band 3, Bremen 1990, Redaktion Juli, ISBN 3-926028-64-5, S. 33–39.
- Wie weiter mit der NVA? In: Die Bundeswehr. (Hrsg.) Deutscher Bundeswehrverband e. V, Nr. 6, Bonn 1990, Juni, S. 62–64.
- Mit Klaus Benjowski / Bernhard Gonnermann / Rolf Lehmann / Wolfgang Scheler / Wolfgang Schwarz: Quo vadis NVA? Denkanstöße und Vorschläge von Mitgliedern des Wissenschaftlichen Rates für Friedensforschung an der Akademie der Wissenschaften der DDR. In: Militärwochenzeitung Volksarmee, Nr. 1, Berlin 1990.
- Mit Josef Nietzsch: Beidseitige Angriffsunfähigkeit. In: Wissenschaft und Fortschritt. Populärwissenschaftliche Zeitschrift für Naturwissenschaften und Mathematik, Nr. 10, Berlin 1989, ISSN 0510-6966, S. 250–253.
- Sicherheit und friedliche Koexistenz. Rezension. In: Einheit, Nr. 7, Berlin 1989, S. 681–683.
- Zur NATO-Militärdoktrin – bedrohliche Tendenzen überwiegen. In: IPW-Berichte, Nr. 3, Berlin 1989, ISSN 0046-970X, S. 1–8.
- Sicherheitskorridore als Einstieg in die Angriffsunfähigkeit. Diskussionsbeitrag auf dem Nationalen Friedenskongress der Wissenschaftler der DDR: Wege aus dem Wettrüsten – Für Frieden und Sicherheit in Europa und für die Zukunft der Welt. Berlin 25.–26. November 1988. In: Forschung für den Frieden. (Hrsg.) Wissenschaftlicher Rat für Friedensforschung an der Akademie der Wissenschaften der DDR, Heft 1, Berlin 1989, S. 98–101.
- Zur Militärdoktrin der Staaten des Warschauer Vertrages. In: Konventionelle Stabilität und vertrauensbildende Verteidigungskonzepte. Dokumentation einer Tagung der Evangelischen Akademie Loccum vom 3. bis 5. Juni 1988. Loccumer Protokolle, Nr. 19, Rehburg-Loccum 1988, S. 140–145.
- Zum Problem der „Nichtangriffsfähigkeit“ im militärdoktrinären Denken und Handeln. In: Politische Bedingungen und Erfordernisse für Fortschritte auf dem Gebiet von Rüstungsbegrenzung und Abrüstung. Problembericht über Ergebnisse der gemeinsamen Tagung des Wissenschaftlichen Rates für außenpolitische Forschung mit dem Problemrat Abrüstung am 2. Juli 1987. Information 2/87 des Wissenschaftlichen Rates für außenpolitische Forschung der DDR beim Institut für Internationale Beziehungen, Potsdam-Babelsberg 1987, September, S. 31–35.

## Schriften zur Rüstungskontrolle und Militärökonomie (1979–1995)
- Anmerkungen zu den Thesen von Reinhard Brühl. In: Günter Glaser, Werner Knoll (Hrsg.): Landesverteidigung und/oder Militarisierung der Gesellschaft der DDR? Kolloquium am 22. Februar 1995 in Potsdam (= Gesellschaftswissenschaftliches Forum [Hrsg.]: Gesellschaft – Geschichte – Gegenwart. Band 4). Trafo-Verlag Weist, Berlin 1995, ISBN 3-89626-090-1, ISBN  3-930412-090-1 (defekt), S. 137–138.
- Rüstungskontrolle und Abrüstung: Suche nach einer militärstrategischen Konzeption. Statement zur Podiumsdiskussion. In: Die Sicherheitspolitik Europas im Zeichen der deutschen Vereinigung. Hambacher Disput 1990, Samstag, 25. August 1990. (Hrsg.) Landeszentrale für politische Bildung Rheinland-Pfalz, Mainz 1991, S. 31–34.
- Hochtechnologierüstung und internationale Sicherheit. In: Neues Denken und Militärpolitik. (Russisch). Materialien einer internationalen wissenschaftlichen Konferenz der philosophischen Gesellschaft der UdSSR im November 1989 in Moskau, Moskau 1989, S. 201–206.
- Hochtechnologierüstung der NATO gefährdet Abrüstungsdynamik. In: Deutsche Lehrerzeitung, Nr. 14, Berlin 1989, Redaktion 30. März 1989, S. 10.
- Aggressivität und Friedensfähigkeit des heutigen Imperialismus. Gespräch von Wissenschaftlern in der Redaktion der IPW-Berichte am 6. Juli 1988. In: IPW-Berichte, Nr. 9, Berlin 1989, S. 11–19.
- Mit Anderen: Marxistisch-leninistische Militärökonomie. Teil 5. Ökonomische Sicherstellung der imperialistischen Militärmacht. (Hrsg.) Hochschule für Ökonomie „Bruno Leuschner“: Schriften zur Militärökonomie, Heft 20, Berlin 1988, ca. 168 S.
- Die BRD-Marine und die internationale Rüstungskooperation. In: Zeitschrift Militärwesen, Nr. 9, Berlin 1987, S. 77–83.
- Multinationale Rüstungskooperation als Ausdruck monopolistischer Machtentfaltung. In: Die Rolle der Kooperation im Internationalisierungsprozess des Monopolkapitals. Kolloquium am 21. März 1984. (Hrsg.) Friedrich-Schiller-Universität Jena Sektion Wirtschaftswissenschaften, S. 36–41.
- Wer bedroht wen? Eine Dokumentation zu aktuellen Problemen der Forcierung des Wettrüstens durch den Imperialismus. (Hrsg.) Weiterbildungsakademie der VVB Maschinelles Rechnen, Berlin 1979, 53 S.

## Schriften zur Weltraumrüstung (1983–1989)
- (SLUB) Mit Siegfried Fischer / Lutz Kleinwächter: Weltraumrüstung und europäische Sicherheit. (Hrsg.) Militärverlag der DDR, Reihe Militärpolitik aktuell, Berlin 1989, ISBN 3-327-00717-9, 64. S., 4 Abb.
- USA weiter auf Kurs zur Militarisierung des Weltraums. In: Raumfahrt 1988. Ergebnisse – Tendenzen – Probleme. (Hrsg.) URANIA Sektion: Raumfahrt 1988. Schriftenreihe für den Referenten, Nr. 10, Berlin 1989, Redaktion Januar, S. 49–53.
- Westeuropa: Auf dem Wege zur dritten Weltraummacht? In: horizont, Nr. 8, Berlin 1989, S. 23.
- Weltraumwaffen zielen auf Stärkung der Offensivfähigkeit. In: Militärtechnik, Nr. 4, Berlin 1989, S. 220–222.
- Mit Hans-Ludwig Ewert: Militärische Nutzung des Kosmos. Bericht über ein Kolloquium zu „Möglichkeiten und Absichten der militärischen Nutzung des Kosmos“ an der Militärakademie „Friedrich Engels“ am 3. Januar 1989. In: Zeitschrift Militärwesen, Nr. 5, Berlin 1989, ISSN 0323-4894, S. 91–92.
- Mit Lutz Kleinwächter: Verhinderung der Weltraumrüstung und die Sicherheit in Europa. In:  Zeitschrift Militärwesen, Nr. 3, Berlin 1988, S. 11–16.
- Wie soll ein Satellitenabwehrsystem im Weltraum funktionieren? In: Astronomie in der Schule. Nr. 2, Berlin 1988, ISSN 0004-6310, S. 45–46.
- Ringen um ein friedliches Weltall – Festigung des ABM-Vertrages ist Schlüssel zu weiterer Abrüstung. In: Neue Zeit. (Hrsg.) Christlich-Demokratische Union Deutschlands (in der DDR): Nr. 99, Dienstag, 12. Januar 1988, Ausgabe B,  Berlin 1988, ISSN 0138-5011, S. 7.
- SDI verstärkt Differenzierungsprozess innerhalb des Monopolkapitals der USA. In: Imperialistische Hochrüstung – ökonomische, politische und soziale Konsequenzen. Forschungshefte. (Hrsg.) Parteihochschule „Karl Marx“ beim Zentralkomitee der SED, Berlin 1987, Redaktion 21. August 1987, S. 96–101.
- Zum Einsatz von Hochtechnologien im Interesse imperialistischer Rüstungseskalation. In: Konsequenzen für die ideologische Arbeit, die sich aus der Einführung und Anwendung moderner Rechen- und Automatisierungstechnik im Prozess der Truppenführung ergeben. Auszug aus dem Protokoll der Tagung des Wissenschaftlichen Rates der Militärpolitischen Hochschule „Wilhelm Pieck“ am 10. Juni 1987. Schriften der Militärpolitischen Hochschule „Wilhelm Pieck“ der NVA, Nr. 35, Berlin-Grünau 1987.
- Weltraumrüstung: Strategie – Widersprüche – Alternativen. Rezension. In: Einheit, Nr. 6, Berlin 1987, S. 574–575.
- Mit Roland Kriesing: Möglichkeiten und Grenzen der imperialistischen Hochrüstung. In: Zeitschrift Militärwesen, Nr. 6, Berlin 1987, S. 53–59.
- Die wahre Aufgabe der „Sternenkriegs“-Waffen: Tödliche Schläge aus dem Weltraum. In: Dokumentarische Information (Hrsg.) PANORAMA DDR Auslandspresseagentur GmbH, Berlin 1987, Redaktion 20. Februar, 18 S. (namentlich nicht gekennzeichnet).
- „Sternenfrieden“ contra „Sternenkrieg“ – UdSSR tritt für ausschließlich friedliche Nutzung des Weltraums ein. Karteikarte. In: (Hrsg.) Zentralvorstand der Gesellschaft für Sport und Technik: Informationen für den GST-Funktionär, Nr. 6, Berlin 1987.
- Mit Roland Kriesing: NATO-Hochrüstung und allgemeine Krise des Kapitalismus. In: Zeitschrift Militärwesen, Nr. 3, Berlin 1987, S. 47–53.
- Das FOFA-Konzept und die Luftwaffenrüstung der BRD. In:  Zeitschrift Militärwesen, Nr. 1, Berlin 1987, S. 52–59.
- Das militärstrategische Konzept der Reagan-Administration und die Weltraumrüstung. In: Friedenskampf gegen USA-Weltraumrüstung. Protokoll des interdisziplinären wissenschaftlichen Kolloquiums vom 31. Januar 1986 in Jena zum Thema „Die Strategie der USA zur Militarisierung des Weltraums und der Kampf der Friedenskräfte“. Wissenschaftliche Beiträge der Friedrich-Schiller-Universität, Jena 1987, ISSN 0232-3753, S. 30–38.
- Über SDI als existenzielle Bedrohung der Menschheit. In: Einheit, Nr. 12, Berlin 1986, S. 1133–1137.
- 25 Jahre bemannte Raumfahrt. Karteikarte. In: (Hrsg.) Zentralvorstand der Gesellschaft für Sport und Technik: Informationen für den GST-Funktionär, Nr. 4, Berlin 1986.
- Das militärstrategische Konzept der Reagan-Administration und die Weltraumrüstung. In:  Zeitschrift Militärwesen, Nr. 6, Berlin 1986, ISSN 0323-4894, S. 91–92.
- Die Gefahren der Weltraumrüstung und der Kampf der Friedenskräfte. In: Militärpolitische Informationen für den Hoch- und Fachschullehrer, Nr. 4, Berlin 1986, ISSN 0233-0504, S. 10–24.
- Die UdSSR – Hauptkraft im Kampf gegen die Militarisierung des Weltraums. In: (Hrsg.) Politische Hauptverwaltung der Nationalen Volksarmee: Zeitschrift Parteiarbeiter. Nr. 6, Berlin 1986, ISSN 0232-8232, S. 58–63.
- Mit Lutz Kleinwächter: Warum SDI zum Haupthindernis auf dem Weg zu einer Welt ohne Kernwaffen geworden ist und wie man dieser tödlichen Gefahr begegnen kann. In: Pionierleiter, Nr. 21, Berlin 1986, S. 4. (Auszüge aus: USA-Weltraumrüstung – Hauptgefahr für den Frieden. (Hrsg.) Militärverlag der DDR: Reihe Militärpolitik aktuell. Berlin 1986, 64 S.)
- (DNB) Mit Lutz Kleinwächter: USA-Weltraumrüstung – Hauptgefahr für den Frieden. In: (Hrsg.) Militärverlag der DDR: Reihe Militärpolitik aktuell. Berlin 1986, 64 S.
- Die Gefahren der Weltraumrüstung und der Kampf der Friedenskräfte. In: Militärpolitische Informationen für den Hoch- und Fachschullehrer, Nr. 4, Berlin 1986, ISSN 0233-0504, S. 10–24.
- Warum bezeichnen wir die von den USA geplanten Weltraumwaffen als Angriffswaffen? In: Astronomie in der Schule, Nr. 1, Berlin 1986, ISSN 0004-6310, S. 21.
- Nicht Schild, sondern Schwert. Kosmostechnologie – Made in USA. In: (Hrsg.) Zentralrat der FDJ über Verlag Junge Welt: Technikus. Magazin für Naturwissenschaften und Technik, Nr. 12, Berlin 1985, ISSN 0497-0594, S. 23–25.
- Kosmische Rüstungspläne der USA zielen auf Zerstörung des militärstrategischen Gleichgewichts. In: (Hrsg.) Friedensrat der Deutschen Demokratischen Republik: Informationen, Sonderausgabe, Berlin 1985, Oktober, S. 5.
- Angriffswaffen der USA im Weltraum – Bedrohung der Menschheit in neuen Dimensionen. Interview. In: (Hrsg.) PANORAMA DDR Auslandspresseagentur GmbH: Dokumentarische Information, Berlin 1985, Redaktion 10. Juli, 7 S.
- Kosmische Rüstungspläne der USA gefährden Menschheit. Interview. In: Zeitung Tribüne, Nr. 124, Berlin 1985, 28. Juni, S. 12.
- Warum wird immer wieder betont, dass die mit der ‚Strategischen Verteidigungsinitiative’ der USA geplanten kosmischen Waffensysteme nicht die Funktion eines Schutzschildes haben? In: Zeitung Junge Welt, Nr. 113, Berlin 1985, 16. Mai 1985, S. 5
- Gibt es für einen „Krieg der Sterne“ technische und finanzielle Grenzen? In: Astronomie in der Schule, Nr. 4, Berlin 1985, S. 93–94.
- Militärische Nachrichtensatelliten-Systeme der USA: Die „indirekte Waffe“. In: (Hrsg.) Zentralvorstand der Gesellschaft für Sport und Technik: Fliegerrevue, Nr. 1, Berlin 1985, ISSN 0001-9445, S. 26–27.
- Westeuropäische NATO-Staaten entwickeln technologische Basis zur kosmischen Kriegführung. In: Aktuelle Probleme der Raumfahrt. Wissenschaftliche Beiträge der Friedrich-Schiller-Universität, Jena 1985, ISSN 0232-3753, S. 68–76.
- Mit Fritz Gelhar: Raumfahrt zwischen Humanismus und Antihumanismus. In: Aus dem philosophischen Leben der DDR. Informationsbulletin, Nr. 1/2, Berlin 1985, ISSN 0138-242X, S. 17–18. Auch in: Sozialismus und Frieden – Humanismus in den Kämpfen unserer Zeit. Resümees der Diskussionsbeiträge beim VI. Philosophiekongress der DDR, 17.–19. Oktober 1984 in Berlin.
- Waffen im Kosmos? In: Wissenschaft und Fortschritt, populärwissenschaftliche Zeitschrift für Naturwissenschaften und Mathematik, Nr. 12, Berlin 1984, S. 327–329.
- Bedrohung des Friedens durch kosmische Hochrüstung der USA. In: Astronomie in der Schule, Nr. 6, Berlin 1984, S. 124–127.
- Westeuropäische NATO-Staaten entwickeln technologische Basis zur kosmischen Rüstung. In: Zeitschrift Militärtechnik, Nr. 6, Berlin 1984, S. 323–326.
- Raumfahrt der USA auf Konfrontationskurs – Zur kosmischen Rüstung in den USA. In: Zeitschrift Militärtechnik, Nr. 4, Berlin 1984, S. 214–217.
- Multinationale Rüstungskooperation als Ausdruck monopolistischer Machtentfaltung. In: (Hrsg.) Friedrich-Schiller-Universität Jena Sektion Wirtschaftswissenschaften: Die Rolle der Kooperation im Internationalisierungsprozess des Monopolkapitals. Kolloquium am 21. März 1984, S. 36–41.
- Bedrohung des Friedens durch kosmische Hochrüstung der USA. In: (Hrsg.) Gesellschaft für Weltraumforschung und Raumfahrt der DDR: Mitteilungen, Nr. 2 und 3, Berlin 1984, ISSN 0232-9379, S. 37–43.
- (DNB) USA-Raumfahrtstrategie auf Konfrontationskurs (Zur kosmischen Rüstung der USA). In: URANIA Sektion Raumfahrt 1984, Schriftenreihe für den Referenten, Nr. 7, Berlin 1984, 39 S.
- Kooperation statt Konfrontation. In: Raumfahrt informativ. (Hrsg.) URANIA Bezirksvorstand Magdeburg: Nr. 5, Magdeburg 1983, S. 1.

## Beiträge in militärischen Fachpublikationen

### Zeitschrift „Militärwesen“ Ausgabe A, LaSK (1987–1989)
(ISSN 0323-4894)
- Westeuropa an der Schwelle zur kosmischen Rüstung. In: Militärwesen, Nr. 7, Berlin 1989, S. 74–80.
- Mit Hans-Ludwig Ewert: Militärische Nutzung des Kosmos. Bericht über ein Kolloquium zu „Möglichkeiten und Absichten der militärischen Nutzung des Kosmos“ an der Militärakademie „Friedrich Engels“ am 3. Januar 1989. In: Militärwesen, Nr. 5, Berlin 1989, S. 91–92.
- Mit Lutz Kleinwächter: Verhinderung der Weltraumrüstung und die Sicherheit in Europa. In: Militärwesen, Nr. 3, Berlin 1988, S. 11–16.
- Die BRD-Marine und die internationale Rüstungskooperation. In: Militärwesen, Nr. 9, Berlin 1987, ISSN 0323-4894, S. 77–83.
- Mit Roland Kriesing: Möglichkeiten und Grenzen der imperialistischen Hochrüstung. In: Militärwesen, Nr. 6, Berlin 1987, S. 53–59.
- Mit Roland Kriesing: NATO-Hochrüstung und allgemeine Krise des Kapitalismus. In: Militärwesen, Nr. 3, Berlin 1987, S. 47–53.
- Das FOFA-Konzept und die Luftwaffenrüstung der BRD. In: Militärwesen, Nr. 1, Berlin 1987, S. 52–59.
- Das militärstrategische Konzept der Reagan-Administration und die Weltraumrüstung. In: Militärwesen, Nr. 6, Berlin 1986, S. 91–92.
- Sperrvertrag, Bonn und die Euratom. (II). In: Militärwesen, Nr. 8, Berlin 1967, S. 1084–1093.
- Sperrvertrag, Bonn und die Euratom. (I). In: Militärwesen, Nr. 6, Berlin 1967, S. 806–812.

### Zeitschrift „Militärwesen“, Ausgabe B, LSK/LV (1969–1970)
(ISSN 0323-3324)
- Bonner Luftwaffe mit neuer Führungsstruktur. In: Luftverteidigung. Fachzeitschrift des Kommandos der Luftstreitkräfte/Luftverteidigung, Nr. 10, Berlin 1970, S. 40–41.
- Das Antlitz der Atompiloten. In: Luftverteidigung. Fachzeitschrift des Kommandos der Luftstreitkräfte/Luftverteidigung, Nr. 9, Berlin 1970, S. 41–43.
- „Generationswechsel“ in der westdeutschen Luftwaffenführung. In: Luftverteidigung. Fachzeitschrift des Kommandos der Luftstreitkräfte/Luftverteidigung, Nr. 8, Berlin 1970, S. 42–44.
- Das Bonner Engagement in Nigeria und die westdeutsche Luftwaffe. In: Luftverteidigung. Fachzeitschrift des Kommandos der Luftstreitkräfte/Luftverteidigung, Nr. 6, Berlin 1970, S. 41–43.
- Die persönliche „Kontinuität“ des Helmut Schmidt. Eine biografische Notiz. In: Luftverteidigung. Fachzeitschrift des Kommandos der Luftstreitkräfte/Luftverteidigung, Nr. 5, Berlin 1970, S. 43–45.
- „Innere Führung“ und geistige Aggressionsbereitschaft in der Bonner Luftwaffe. (Teil 2). In: Luftverteidigung. Fachzeitschrift des Kommandos der Luftstreitkräfte/Luftverteidigung, Nr. 4, Berlin 1970, S. 52–55.
- „Innere Führung“ und geistige Aggressionsbereitschaft in der Bonner Luftwaffe. (Teil 1). In: Luftverteidigung. Fachzeitschrift des Kommandos der Luftstreitkräfte/Luftverteidigung, Nr. 2, Berlin 1970, S. 38–41.
- Die Bonner Luftwaffe mit Aggressionskurs in die 70er Jahre. In: Luftverteidigung. Fachzeitschrift des Kommandos der Luftstreitkräfte/Luftverteidigung, Nr. 1, Berlin 1970, S. 41–47.
- Provokation bei Grafenwöhr. In: Luftverteidigung. Fachzeitschrift des Kommandos der Luftstreitkräfte/Luftverteidigung, Nr. 2, Berlin 1969, S. 155–156.

### Zeitschrift „Marinewesen“, Ausgabe C, Volksmarine (1969)
- Nuklearer Schiffsantrieb für die Bundesmarine. In: Marinewesen. Fachzeitschrift des Kommandos der Volksmarine, Nr. 4, Berlin 1969, ISSN 0323-3278.